# История Таиланда (1932—1973)

## Государственный переворот и Конституция Таиланда 1932 года
В условиях обострения социально-экономической ситуации в стране, вызванного мировым экономическим кризисом 1929—1933 гг. активизировались действия антимонархистов, объединившихся в Народную партию. В её состав наряду с мелкобуржуазными демократами (Приди Паномионг и другие) входили и либерально-буржуазные элементы, связанные с крупным землевладением, офицеры, чиновники.
Опираясь на армейские части, Народная партия произвела 24 июня 1932 года государственный переворот. Трактовка этого переворота различна: ряд историков, в частности, таиландский историк М. Сриварам, расценивают его как революцию. Такой же точки зрения придерживались и некоторые советские историки. В то же время переворот 24 июня носил верхушечный характер, в соответствии с временной Конституцией 1932 года законодательная власть была передана парламенту, сформированному Народной партией, а король оставался номинальным главой государства; высшая аристократия (принцы) была отстранена от власти. Постоянной Конституцией (принятой 10 декабря 1932 г.) предусматривалась выборность половины депутатов парламента, остальные назначались королём.
В 1933 году правые депутаты парламента провалили предложенный Приди Паномионгом проект социально-экономических реформ, после чего король Рама VII (Прачадипок) распустил Народную партию и парламент. 2 апреля 1933 года был принят так называемый антикоммунистический закон, направленный против всех демократов. Опасность реставрации абсолютизма побудила группу офицеров во главе с П. Пхаюхасена совершить новый государственный переворот 20 июня 1933 года. Попытка монархического мятежа во главе с принцем Боворадетом в октябре 1933 г. была подавлена; король Рама VII Прачадипок в 1935 году отрёкся от престола, его преемник Рама VIII воздерживался от попыток реставрации абсолютизма.
В результате событий 1932—1933 гг. между мелкой буржуазией и крупными землевладельцами Сиама был достигнут политический компромисс, неустойчивость которого проявлялась в частых правительственных кризисах. Политика правящего блока в 1930-е гг. была направлена на укрепление национального капитала. Важное значение имели денонсация (в 1936) неравноправных договоров с иностранными державами и восстановление таможенной независимости, национализация некоторых иностранных компаний (1938—1939), создание смешанных государственно-частных компаний в промышленности и торговле с целью ограничения иностранного влияния. С приходом к власти в декабре 1938 военно-бюрократической верхушки (правительство Пибунсонграма, 1938—1944) прогрессивные формы национализма в Таиланде (Сиам был переименован в Таиланд в 1939) сменились пантаистскими (основной принцип пантаизма — объединение всех тайских народов под властью тайского короля).

## Таиланд во Второй мировой войне 1939 −1945
С началом Второй мировой войны Таиланд поначалу придерживался нейтралитета, но после оккупации Франции в 1940 выступил с территориальными притязаниями на часть территории Лаоса и Камбоджи и начал военные действия на границе с Индокитаем, которые продолжались до января 1941. 12 марта 1941 были установлены дипломатические отношения с СССР, но до 1946 они носили чисто номинальный характер. В июне 1940 Таиланд подписал договор о дружбе с Японией. В мае 1941 под давлением Японии правительство Виши уступило Таиланду Лаос и 2 провинции Камбоджи. В декабре 1941 в Таиланде высадились японские войска, и под давлением Японии 21 декабря правительство Пибунсонграма подписало японо-таиландское соглашение о военном сотрудничестве. Фактически страна оказалась под японской оккупацией, и в этих условиях 25 января 1942 Таиланд объявил войну Великобритании и США. 20 августа 1943 Япония передала Таиланду 4 северомалайских и 2 шанских княжества. В Таиланде начала развёртываться освободительная борьба, было организовано массовое подпольное движение «Свободное Таи», а в ноябре 1942 была создана компартия. Рост антияпонских настроений привёл к падению кабинета Пибунсонграма в 1944. 19 августа 1945 Таиланд обратился к странам — участникам антияпонской коалиции с просьбой о мире.

## Послевоенное развитие Таиланда. Государственный переворот 1947 года
По мирному договору (1 января 1946) Сиам (Таиланд был переименован в Сиам в сентябре 1945, а в июле 1949 — снова в Таиланд) отказался от территориальных аннексий 1941—43 и выплачивал компенсацию английским компаниям. Рост профсоюзов привёл к созданию в апреле 1947 Всесиамского объединения профсоюзов. По новой конституции (май 1946) предусматривалась выборность обеих палат парламента. На выборах 1946 большинство мест получил демократический Конституционный фронт. В декабре 1946 был отменен антикоммунистический закон 1933. Компартия Таиланда развернула борьбу за единый национальный демократический фронт. В декабре 1946 между Сиамом и СССР была достигнута договорённость об обмене посланниками (дипломатические отношения установлены 12 марта 1941). В ноябре 1947 таиландское офицерство осуществило военный переворот, который сопровождался антидемократическими репрессиями. Компартия ушла в подполье, правительство вновь возглавил Пибунсонграм (1948—1957).

## Таиланд до 1973 года
С завершением послевоенного восстановления экономики укрепились позиции крупной тайской буржуазии, по своему происхождению главным образом китайской. Правительство Пибусонграма ориентировалось в основном на сотрудничество с США; в 1950 были подписаны соглашения с США об экономическом, техническом сотрудничестве и военной помощи, в 1951 правительство запретило торговлю с социалистическими странами. В 1954 Таиланд стал участником блока СЕАТО. Реакционная внешняя и внутренняя политика (роспуск всех политических партий в 1951, принятие антикоммунистического закона в 1952) вызвала недовольство в стране.
В середине 1950-х правительство пошло на некоторую либерализацию режима (1955—57 — «период демократии»). Заключение Женевских соглашений 1954 по Индокитаю содействовало усилению нейтралистских настроений. В феврале — мае 1957 в Таиланде происходили массовые демонстрации под демократическими антиимпериалистическими лозунгами. В этой обстановке командование армии в сентябре 1957 совершило очередной переворот. С октября 1958 во главе правящего так называемого Революционного комитета встал С. Танарат, получивший по временной конституции (январь 1959) как глава правительства (1959—63) чрезвычайные полномочия. Все общественные организации были запрещены, проведены массовые аресты демократов.
После подписания американо-таиландской декларации об обороне Таиланда (март 1962) на таиландской территории были созданы американские военные базы, увеличилось число американских войск. Авиация США, базировавшаяся в Таиланде, совершала налёты на ДРВ, районы Южного Вьетнама, Лаос, Камбоджу. В 1966—72 в военных действиях во Вьетнаме участвовали таиландские части (в 1970 в Южном Вьетнаме находилось 12 тысяч тайских солдат и офицеров). После смерти С. Танарата в 1963 году во главе гражданского правительства встал Т. Киттикачон.
1 января 1965 года Коммунистическая партия Таиланда стала инициатором создания Народно-освободительная армии Таиланда, проводившей партизанскую войну против армии и полиции Таиланда. 5 августа 1965 года состоялась первая вооружённая атака коммунистов на тайские власти в северо-восточном Таиланде, в результате чего в Корате было убито значительное число полицейских. 7 августа 1965 года вооружённые силы КПТ начали развёртывание действий в горах Пхупон. В стране начинается охота за коммунистами, в результате чего большинство активистов компартии уходят из городов в леса. Гражданская война принимает международный характер: начинаются столкновения между тайской армией и отрядами Коммунистической партии Малайи на юге Таиланда.
Частичный возврат к ограниченным политическим свободам (июнь 1968 — ноябрь 1971) сменился очередным военным переворотом; к власти пришло новое (военное) правительство Т. Киттикачона (1971—73). Было введено военное положение, отменена принятая в 1968 конституция, распущен парламент, запрещены политические партии. В декабре 1972 была провозглашена временная конституция, но Национальное собрание на 2/3 комплектовалось из военных. Бесправие и террор, рост дороговизны всё более накаляли обстановку. Несмотря на официальный запрет, участились забастовки рабочих, демонстрации студентов.
В октябре 1973 на улицы столицы вышли сотни тысяч демонстрантов, они требовали демократизации режима, прекращения военной диктатуры. Военное правительство Т. Киттикачона было вынуждено уйти в отставку, уступив власть гражданскому кабинету; Т. Киттикачон бежал из страны, а правительство возглавил профессор Санъя Тхаммасак. Октябрьские события 1973 знаменовали начало нового подъёма демократического движения. В конце 1973 в забастовках рабочих промышленности и транспорта участвовало свыше 200 тысяч человек, участились манифестации крестьян, требовавших улучшения условий жизни. Правительство С. Таммасака заявило о намерении изменить одностороннюю внешнеполитическую ориентацию, укреплять дружественные отношения со всеми странами. В декабре 1973 во вновь сформированном Национальном собрании началась разработка постоянной конституции (принята в 1974).

## Главы правительств Таиланда в 1932—1973 годах
- 1932, 27 июня — 1933, 20 июня — Манопхакон Нититхада
- 1933, 22 июня — 1938, начало декабря — Пхахон Пхаюхасена
- 1938, 10 декабря — 1944, 26 июля — Пибунсонграм
- 1944, 1 августа — 1945, 31 августа — Кхуанг Апхайвонг
- 1945, 31 августа — 1945, 16 сентября — Тави Бунъякет
- 1945, 17 сентября — 1946, 31 января — Сени Прамот
- 1946, 31 января — 1946, март — Кхуанг Апхайвонг
- 1946, 23 марта — 1946, 23 августа — Приди Паномионг
- 1946, 23 августа — 1947, 8 ноября — Тхамронг Навасават
- 1947, 11 ноября — 1948, 6 апреля — Кхуанг Апхайвонг
- 1948, 8 апреля — 1957, 16 сентября — Пибунсонграм
- 1957, 28 сентября — 1957, 31 декабря — Пот Сарасин
- 1958, 9 января — 1958, 20 октября — Таном Киттикачон
- 1959, 9 февраля — 1963, 8 декабря — Сарит Танарат
- 1963, 10 декабря — 1973, 14 октября — Таном Киттикачон
- 1973, 14 октября — 1975, 15 февраля — Санъя Тхаммасак.

### На русском языке
- Ребрикова Н.В. Очерки новейшей истории Таиланда (1918-1959). — Москва: ИВЛ, 1960.
- Ребрикова Н.В. Американская политика в Таиланде. — Москва: ИВЛ, 1959.
- Ребрикова Н.В. Ребрикова Н. В., Калашников Н. И. Таиланд: общество и государство. — Москва: Наука, 1984.
- Фёдоров В.А. Армия и политический режим в Таиланде (1945—1980). — Москва: Наука, 1982.

### На английском языке
- 1932: Revolution in Siam by Charnvit Kasetsiri; Thammasart University Press, 2000 ISBN 974-85814-4-6
- The End of the Absolute Monarchy in Siam by Benjamin A. Batson; Oxford University Press, 1984 ISBN 0-86861-600-1
- History of the Thai Revolution by Thawatt Mokarapong; Thai Watana Panich Press, 1983 ISBN 974-07-5396-5
- The Free Thai Legend by Dr. Vichitvong na Pombhejara; Saengdao, 2003 ISBN 974-9590-65-1
- Siam becomes Thailand by Judith A. Stowe; University of Hawaii Press, 1991 ISBN 0-8248-1394-4
- Thailand: A Short History by David K. Wyatt; Yale University Press, 2004 ISBN 0-300-08475-7
- Thailand: The Politics of Despotic Paternalism by Thak Chaloemtiarana; Thammasart University Press, 1979
- Thailand’s Secret War: OSS, SOE and the Free Thai Underground During World War II by E. Bruce Reynolds; Cambridge University Press, 2004 ISBN 0-521-83601-8